# Шумерлинский завод специализированных автомобилей
Шумерлинский завод специализированных автомобилей (ШЗСА) — российское градообразующее предприятие оборонно-промышленного комплекса, крупнейший разработчик и производитель спецтехники в России. Один из крупнейших российских экспортеров спецтехники.
Предприятие находится в чувашском городе Шумерля.

## История
Шумерлинский завод специализированных автомобилей является одним из старейших предприятий России.
Завод был основан в 1929 году на основе товарищества «Труженик», которое занималось заготовкой леса, и его переработкой. Завод стал первым промышленным предприятием города Шумерля. Первой продукцией завода были пиломатериалы и деревянные детали сельхозмашин.
С началом Великой Отечественной войны завод был передан в Наркомат авиационной промышленности, с подчинением 11-му Главному Управлению Наркомата авиационной промышленности, получив наименование — «Завод № 471» (Пр. № 877с от 20.08.1941 г.). Основная продукция завода — планёры Г-11, самолёты Як-6 и У-2. До конца производства на заводе было изготовлено 417 самолётов типа У-2. Также выпускались кузова-фургоны для радиостанций на автомобильном шасси «Волга» и «Двина».
В соответствии с постановлением СНК № 1612 от 5.07.1945 года завод № 471 НКАП был ликвидирован. По пр. № 306с/203пс от 24.07.1945 года личный состав и оборудование переданы авиазаводу № 463 НКАП (г. Рязань), площадка завода передана в Народный Комиссариат леса, и на ней организован Шумерлинский мебельный комбинат.
С 1954 года на ШМК было начато серийное производство кузовов-фургонов военного назначения типа КУНГ.
В июне 1962 года на ШМК начато производство унифицированного кузова-фургона К375А для автомобиля «Урал-375».
В соответствии с постановлением ЦК КПСС и Совета министров СССР № 125-395 от 24 декабря 1964 года Шумерлинский мебельный комбинат был определён основным изготовителем армейских кузовов-фургонов типа К66 (всех моделей) и К375. 
В 1967 году на заводе было создано Конструкторское бюро по ремонтным мастерским и автофургонам. На его базе впоследствии было разработано более 300 различных видов подвижных ремонтных средств и специализированных автомобилей.
В 1968 году предприятие становится головным поставщиком специальных автомобильных кузовов-фургонов в СССР и получает название: «Шумерлинский завод специализированных автомобильных фургонов» (ШЗСАФ)..
В 1993 году завод вошел в состав Корпорации «Проект-техника».
В 2007 году завод начал производство полевых мобильных госпиталей для медицинских отрядов специального назначения.
В 2009 году на заводе было организовано производство трансформаторов, с созданием 300 рабочих мест. Впоследствии производство было выделено в отдельное предприятие — ООО «Проектэлектротехника». В предприятие было инвестировано 553 млн рублей.
В 2010 году заводу была присуждена премия Президента Чувашской Республики в области социальной ответственности.

## Производство
ШЗСА занимается производством подвижных средств технического обслуживания, ремонта и эвакуации, обитаемых модулей постоянного и переменного объема, комплексов мобильной техники и энергетических комплексов, трансформаторов.
ШЗСА является одним из основных поставщиков спецтехники для МВД России (в 2010 году объем контрактов составлял 333 млн.руб). Предприятие также поставляет технику для ВС РФ в рамках Государственной программы вооружения.
Завод выполняет роль экспериментальной базы по созданию новой специальной подвижной техники. С 1992 года на заводе были испытаны и пущены в производство 60 образцов спец.техники.

## Управление
ШЗСА входит в состав Корпорации «Проект-техника», управляющим директором которой является Леон Подобед.

## Финансы
В 2012 году оборот ШСЗА составил 2,20 млрд. руб. (в 2011 году - 1,53 млрд. руб.). Чистая прибыль за 2012 год составила 185,8 млн. руб.